# Alexander William Doniphan
Alexander William Doniphan (9 juillet 1808 – 8 août 1887) est un avocat, politicien et soldat américain qui s'illustra lors de la guerre américano-mexicaine.